# Phải sống (phim 1994)
Phải sống (phồn thể: 活著, giản thể: 活着, bính âm: Huózhe) là một bộ phim của Trung Quốc, đạo diễn bởi Trương Nghệ Mưu, do hai diễn viên Cát Ưu và Củng Lợi thủ vai chính. Phim được phát hành vào năm 1994 và có nội dung dựa trên tiểu thuyết Phải sống của tác giả Dư Hoa.
Nội dung phim xoay quanh một gia đình giàu có thời Dân Quốc nhưng người chồng nghiện cờ bạc nên chẳng mấy chốc lâm vào cảnh trắng tay. Sau đó, trải qua cuộc Nội chiến Trung Quốc và chính phủ cộng sản nắm quyền, gia đình này phải trải qua những biến cố thăng trầm để tồn tại trong một xã hội đầy rối ren và bất ổn. Dù được đánh giá cao về khía cạnh nghệ thuật và đạt được Giải thưởng lớn tại Liên hoan phim Cannes 1994, bộ phim bị cấm chiếu tại Trung Hoa đại lục vì nội dung nhạy cảm, chỉ trích những chính sách của Đảng Cộng sản Trung Quốc. Không chỉ vậy mà đạo diễn Trương Nghệ Mưu bị tước quyền làm phim trong hai năm.

## Nội dung
Vào thập niên 1940, Từ Phú Quý (Cát Ưu thủ vai), một công tử xuất thân từ gia đình giàu có, lâm vào cảnh nghiện cờ bạc, dù đã có một đứa con gái. Vợ là Gia Trân (Củng Lợi thủ vai) đã khuyên can nhiều lần nhưng không được. Cuối cùng, Phú Quý thua trắng và mất nhà mất cửa vào tay Long Nhị, còn Gia Trân thì bỏ đi cùng với con gái Phượng Hà khi đang mang thai đứa con trai Hữu Khánh.
Sau một thời gian, Gia Trân quay về đoàn tụ với chồng, hiện trong cảnh túng quẫn. Để có thể nuôi gia đình, Phú Quý mở một gánh hát rối bóng cùng với một người bạn tên Xuân Sinh. Chẳng bao lâu sau, cuộc Nội chiến Trung Quốc bùng nổ và Phú Quý cùng Xuân Sinh bị bắt phải gia nhập Quốc dân đảng chống lại Đảng Cộng sản. Quốc dân đảng thua cuộc và binh sĩ tử trận nhiều vô số, Phú Quý và Xuân Sinh đầu hàng trước Đảng cộng sản và sử dụng tài lẻ hát rối của mình để phục vụ binh sĩ. Cả hai may mắn trở về nhà, Phú Quý về với vợ con còn Xuân Sinh đi lái xe cho quân cộng sản về phía nam. Lúc trở về, Phú Quý nhận ra con gái Phượng Hà bị câm và lãng tai sau một trận bạo bệnh.
Sau khi trở về, Phú Quý tìm hiểu ra thì biết Long Nhị bị xử tử do thuộc giai cấp "địa chủ" vì sở hữu căn nhà khang trang, vốn đi ngược lại với chủ trương của Đảng Cộng sản bấy giờ. Lo sợ, Phú Quý kể cho Gia Trân nghe chuyện và hai người nhanh chóng tìm ra cách bảo vệ mình: họ lấy giấy chứng nhận nhập ngũ giải phóng cùng quân cộng sản để chứng minh mình không thuộc giai cấp địa chủ, do đó sẽ không bị xử tử.
Những năm 1950, Trung Quốc đang trong giai đoạn Đại nhảy vọt. Mọi người trong khu phố đều được huy động đóng góp đồ kim loại để nung thép chế tạo vũ khí với mục tiêu là chiếm lại đảo Đài Loan dưới quyền kiểm soát của Quốc dân đảng. Gia đình Phú Quý cũng hưởng ứng tích cực, và mọi người trong khu phố đều làm việc quần quật suốt ngày đêm. Một ngày nọ, con trai Hữu Khánh của Phú Quý bị xe của quận trưởng tông chết. Sau đó, hai vợ chồng nhận ra người đã tông chết con trai mình là Xuân Sinh. Quá đau khổ và phẫn nộ, Gia Trân khước từ số tiền của quận trưởng và nói rằng Xuân Sinh nợ gia đình chị một mạng người.
Những năm 1960, cuộc Cách mạng văn hóa nổ ra tại Trung Hoa. Phượng Hà gặp Vạn Nhị Hỷ, một công nhân địa phương và là lãnh đạo Hồng vệ binh, và sau này hai người lấy nhau. Cùng lúc đó, Xuân Sinh bị tố cáo là giai cấp tư sản và bị cách chức. Xuân Sinh đến nhà Phú Quý để tỏ nỗi lòng muốn tự tử, nhưng hai vợ chồng đã ngăn lại. Sau đó một thời gian, Phượng Hà mang thai và đến bệnh viện để chuẩn bị sinh. Lúc này, tất cả các bác sĩ đều bị đuổi khỏi bệnh viện do bị nghi là phản động và thay vào đó là những cô thực tập sinh trẻ, thiếu kinh nghiệm. Phượng Hà sinh một bé trai, dù đứa con không bị sao nhưng Phượng Hà sau đó bị xuất huyết nhiều và đã chết vì các cô thực tập sinh không biết nên làm thế nào.
Bộ phim kết thúc bằng cảnh sáu năm sau, Phú Quý, Gia Trân, Nhị Hỷ và đứa cháu trai cùng nhau thăm mộ của Phượng Hà và Hữu Khánh và sau đó trở về nhà, quây quần bên nhau quanh mâm cơm trưa.

## Giải thưởng
| Năm  | Giải thưởng                                        | Hạng mục                                     | Kết quả   |
| ---- | -------------------------------------------------- | -------------------------------------------- | --------- |
| 1994 | Liên hoan phim Cannes                              | Giải thưởng lớn                              | Đoạt giải |
| 1994 | Liên hoan phim Cannes                              | Giải thưởng của Ban giám khảo                | Đoạt giải |
| 1994 | Liên hoan phim Cannes                              | Nam diễn viên xuất sắc nhất diễn viên Cát Ưu | Đoạt giải |
| 1994 | Liên hoan phim Cannes                              | Cành cọ vàng                                 | Đề cử     |
| 1994 | Giải Quả cầu vàng                                  | Phim ngoại ngữ xuất sắc nhất                 | Đề cử     |
| 1995 | Giải thưởng Điện ảnh Viện Hàn lâm Anh quốc (BAFTA) | Phim ngoại ngữ xuất sắc nhất                 | Đoạt giải |